# Un cœur à l'envers (film)
Pour plus de détails, voir Fiche technique et Distribution.
Un cœur à l'envers (Flipped) est une comédie dramatique américaine coécrite, produite et réalisée par Rob Reiner, sortie en 2010.

## Synopsis
Juli Baker croit fermement à trois choses : que les arbres sont sacrés (surtout son très cher sycomore), que les œufs qu'elle récupère dans son jardin sont un véritable bienfait et qu'un jour elle embrassera Bryce Loski. Depuis qu'elle a vu Bryce, Juli en est éperdument amoureuse. Malheureusement, Bryce n'a jamais partagé ses sentiments. Il pense, au contraire, que Juli est bizarre. Mais un jour tout change brusquement, lorsqu'il se rend compte qu'elle est plus qu'une amie d'enfance.

## Fiche technique
- Titre anglais : Flipped
- Titre français et québécois : Un cœur à l'envers
- Réalisation : Rob Reiner
- Scénario : Rob Reiner et Andrew Scheinman, d'après le roman éponyme de Wendelin Van Draanen
- Direction artistique : Desma Murphy
- Décors : Bill Brzeski
- Costumes : Durinda Wood
- Photographie : Thomas Del Ruth
- Montage : Robert Leighton
- Musique : Marc Shaiman
- Production : Rob Reiner et Alan Greisman
- Société de production : Castle Rock Entertainment
- Société de distribution : Warner Bros. Pictures
- Budget : 13 500 000 $[1]
- Pays d'origine :  États-Unis
- Langue originale : anglais
- Format : couleur – 1.85 : 1 – Son Dolby Digital – 35 mm
- Genre : comédie dramatique, comédie romantique
- Durée : 90 minutes
- Date de sortie :
  - Canada : 27 août 2010
  - États-Unis : 10 septembre 2010

## Distribution
- Madeline Carroll (VQ : Juliette Mondoux) : Julianna « Juli » Baker
  - Morgan Lily : Juli, jeune
- Callan McAuliffe (VQ : François-Nicolas Dolan) : Bryce Loski
  - Ryan Ketzner : Bryce, jeune
- Rebecca De Mornay (VQ : Isabelle Miquelon) : Patsy Loski
- Anthony Edwards (VQ : Jacques Lavallée) : Steven Loski
- John Mahoney : Chet Duncan
- Penelope Ann Miller (VQ : Christine Séguin) : Trina Baker
- Aidan Quinn (VQ : Jean-Luc Montminy) : Richard Baker
- Kevin Weisman (VQ : Tristan Harvey) : Daniel Baker
- Cody Horn (VQ : Romy Kraushaar-Hébert) : Lynetta
  - Gillian Pfaff : Lynetta, jeune
- Shane Harper : Matt Baker
- Michael Bolten : Mark Baker
- Stefanie Scott : Dana Tressler
- Israel Broussard (VQ : Nicolas Bacon) : Garrett
- Ashley Taylor : Sherry Stalls
- Matthew Gold : Eddie Trulock
- Jake Reiner : Skyler

 Source et légende : version québécoise (VQ) sur Doublage.qc.ca.

## Production
Grâce à son fils étant très affecté par le roman Flipped de Wendelin Van Draanen, publié par Random House en 2001, Rob Reiner était également touché par l'intelligence de l'histoire et l'adapta au grand écran avec les producteurs Castle Rock Entertainment et Warner Bros.. Avec l'aide de son partenaire de longue date Andrew Scheinman au scénario, il avait transporté l'histoire à la fin des années 1950 et début 1960 au lieu du monde contemporain, l'origine littéraire.
Les scènes du film ont été tournées entre juillet et août 2010 à Ann Arbor dans le Michigan au Nord-Est des États-Unis, ainsi qu'à Manchester et à Saline dans le même État.
Ce film est avant-tout sorti le 27 août 2010 à Toronto au Canada et le 10 septembre 2010 aux États-Unis. En France, le film  contrairement au roman, reste inédits à l'exception de la diffusion télévisée.

## Récompenses et distinctions
Récompenses
- Young Artist Award de la meilleure performance dans un film - Premier rôle féminin : Stefanie Scott

Nominations
- Young Artist Award de la meilleure performance dans un film - Acteur âgé de dix ans ou moins : Ryan Ketzner